# كريستيانو ماتشادو
كريستيانو ماتشادو هو سياسي برازيلي، ولد في 5 نوفمبر 1893 في صبارا في البرازيل، وتوفي في 26 ديسمبر 1953 في روما في إيطاليا. نشط حزبياً في Social Democratic Party (Brazil, 1945–1965) ‏. وقد انتخب عضو مجلس النواب البرازيلي ‏.